# Kasetjärnet (Laxarby socken, Dalsland, vid Kaserna)
Kasetjärnet är en sjö i Bengtsfors kommun i Dalsland och ingår i Göta älvs huvudavrinningsområde.